# 比弗維爾 (伊利諾伊州)
比弗維爾（英語：Beaverville）是位於美國伊利諾伊州易洛魁縣的一個村落。

## 地理
比弗維爾的座標為40°57′16″N 87°39′16″W / 40.95444°N 87.65444°W，而該地最高點為海拔高度206米（即676英尺）。

## 人口
根據2010年美國人口普查的數據，比弗維爾的面積為0.69平方千米，當中陸地面積為0.68平方千米，而水域面積為0.01平方千米。當地共有人口362人，而人口密度為每平方千米524人。